# Pellinger Hochflächen
Die Pellinger Hochflächen mit einer Größe von 39,6 Quadratkilometern sind eine naturräumliche Einheit in Rheinland-Pfalz und liegen auf etwa 400 bis 500 Meter über NN rund um den Ort Pellingen. Das Hauptfließgewässer des Gebietes ist der obere Olewiger Bach.
Die Hochflächen liegen im Bereich der Verbandsgemeinden Konz, Trier-Land, Ruwer, Saarburg-Kell und der südöstlichen Stadtteile von Trier.
Die Nord-Süd-Ausdehnung des Gebietes beträgt bis zu 15 Kilometer, die Ost-West-Ausdehnung bis zu 5 Kilometer. Benachbarte naturräumliche Einheiten sind das Ruwerengtal im Osten, der Saar-Hunsrück im Südwesten, der Irsch-Wiltinger Hunsrückrand und das Kommlinger Umlauftal im Westen, das Tarforster Plateau im Nordwesten und das Untere Ruwertal im Norden.
Die höchsten Erhebungen sind:
- Auf den Fröhnen (508,2 m)
- Dreikopf (501,9 m)
- Hartberg (449,0 m)
- Schellberg (424,2 m)
- Gutweiler Berg (405,5 m)